# STILL:マイケル・J・フォックス ストーリー
『STILL:マイケル・J・フォックス ストーリー』（Still: A Michael J. Fox Movie）は、俳優のマイケル・J・フォックスの半生と彼のパーキンソン病との闘いを描いたデイビス・グッゲンハイム監督による2023年のアメリカ合衆国のドキュメンタリー映画である。2023年1月20日にサンダンス映画祭でプレミア上映された後、2023年5月12日にApple TV+で公開された。

## 評価
Rotten Tomatoesでは146件の批評で支持率は99%、平均点は8.1/10となり、「痛快かつ深遠な『STILL:マイケル・J・フォックス ストーリー』は、最愛のエンターテイナーの半生とキャリアの内側を魅力的に描き出している」とまとめられた。Metacriticでは34件の批評に基づいて加重平均値は78/100と示された。